# Karl Neukirch
Karl Bruno Paul Neukirch (Berlino, 3 novembre 1864 – Berlino, 27 giugno 1941) è stato un ginnasta tedesco.
Partecipò all'Olimpiade di Atene del 1896 vincendo medaglie nelle gare a squadre, mentre ottenne solo piazzamenti nelle gare singole.

## Palmarès

### Olimpiadi

#### Individuale
- Atene 1896
  - Trave: 4º
  - Cavallo: 4º
  - Volteggio: 4º
  - Parallele: 6º

#### Squadre
- Atene 1896
  - Trave squadre:  Oro
  - Parallele squadre:  Oro